# 磐座

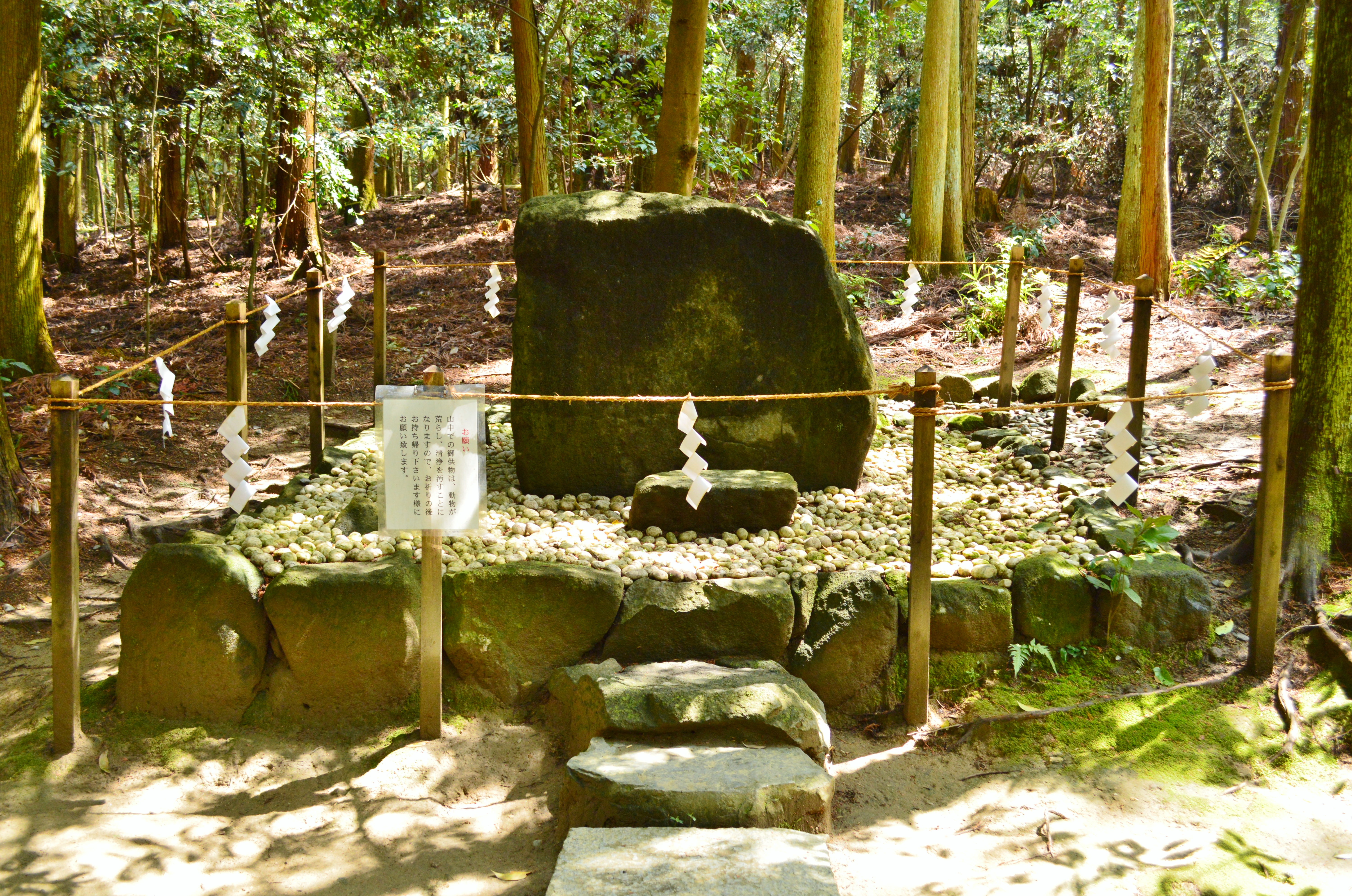
山ノ神遺跡（奈良県桜井市）

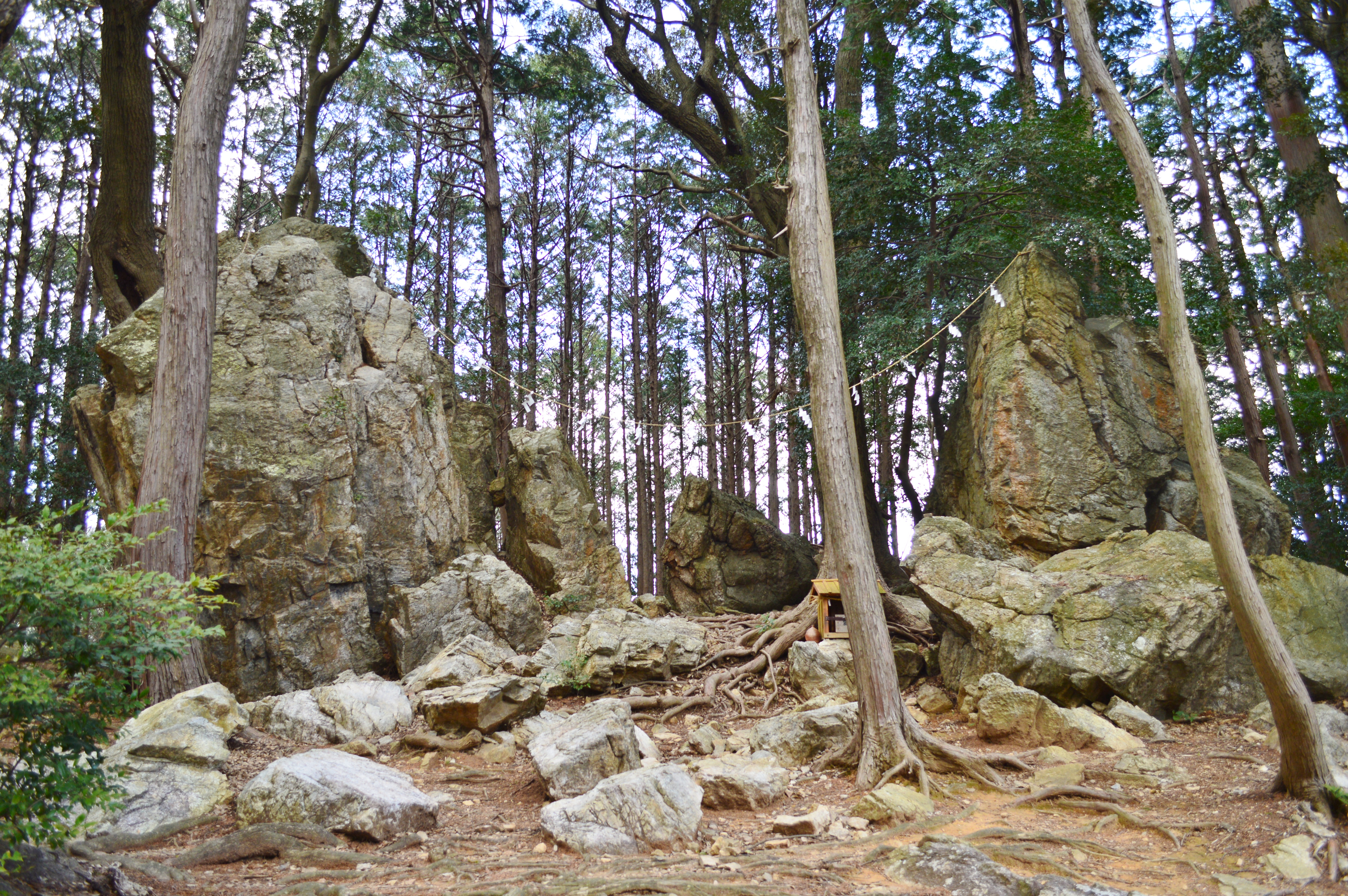
天白磐座遺跡（静岡県浜松市）

磐座（いわくら、岩座）とは、古神道における岩に対する信仰のこと。あるいは、信仰の対象となる岩そのもののこと。

## 概要
日本に古くからある自然崇拝（精霊崇拝・アニミズム）であり、基層信仰の一種である。神事において神を神体である磐座から降臨させ、その依り代（神籬という）と神威をもって祭祀の中心とした。時代とともに、常に神がいるとされる神殿が常設されるに従って信仰の対象は神体から遠のき、神社そのものに移っていったが、元々は古神道からの信仰の場所に、社（やしろ）を建立している場合がほとんどなので、境内に依り代として注連縄が飾られた神木や霊石が、そのまま存在する場合が多い。
自然への信仰の例は岩以外にも、鎮守の森（「モリ」自体が神社をさし、杜は鎮守の森自身である）、禁足地としての「島」、宗像大社の沖ノ島、六甲比命神社や三輪山などの「山」に対する信仰、「火」に対する信仰、滝などから、風雨・雷という気象現象までの多岐にわたるものである。
岩にまつわるものとして他にも、磐座を中心とした祭祀場である磐境（いわさか）があるとされるが、こちらは磐座に対してその実例がないに等しい。そのため同一のものと目されることもある。『日本書紀』では磐座と区別してあるので、磐座とは異なるなにか、「さか」とは神域との境であり、神籬の「籬」も垣という意味で境であり、禁足地の根拠は「神域」や「常世と現世」との端境を示している。つまり磐境は、石を環状に配置した古代の遺跡であるストーンサークル（環状列石）と同じもので、そこを神聖清浄な場所として保存するための境界石を人工的に組んで結界を形成して「神域」を示している祭祀遺跡であり、神籬とともに神社の原始形態とされている。
現在ではご神木などの樹木や森林または、儀式の依り代として用いられる榊などの広葉常緑樹を、神籬信仰や神籬と言い、山や石・岩などを依り代として信仰することを磐座という傾向にある。
街道沿いにある巨石では、馬頭観音が彫られたり、有名な武士が馬をつないだといった伝説が付されたりしたものもある。これらを含む磐座・巨石信仰を縄文時代に遡りうるとして、人工的に配列された磐座もあり、その配置が特定の図形や方位、あるいは星座の形などを表わしていると主張する研究団体（イワクラ学会）がある。こうした見解に対して、そもそも磐座祭祀が開始されたのは古墳時代に入ってからであるとの指摘や、巨石を人工物とする説への批判がある。
1999年には恵那市山岡町にて第一回イワクラ・サミットが開催された。

## ギャラリー

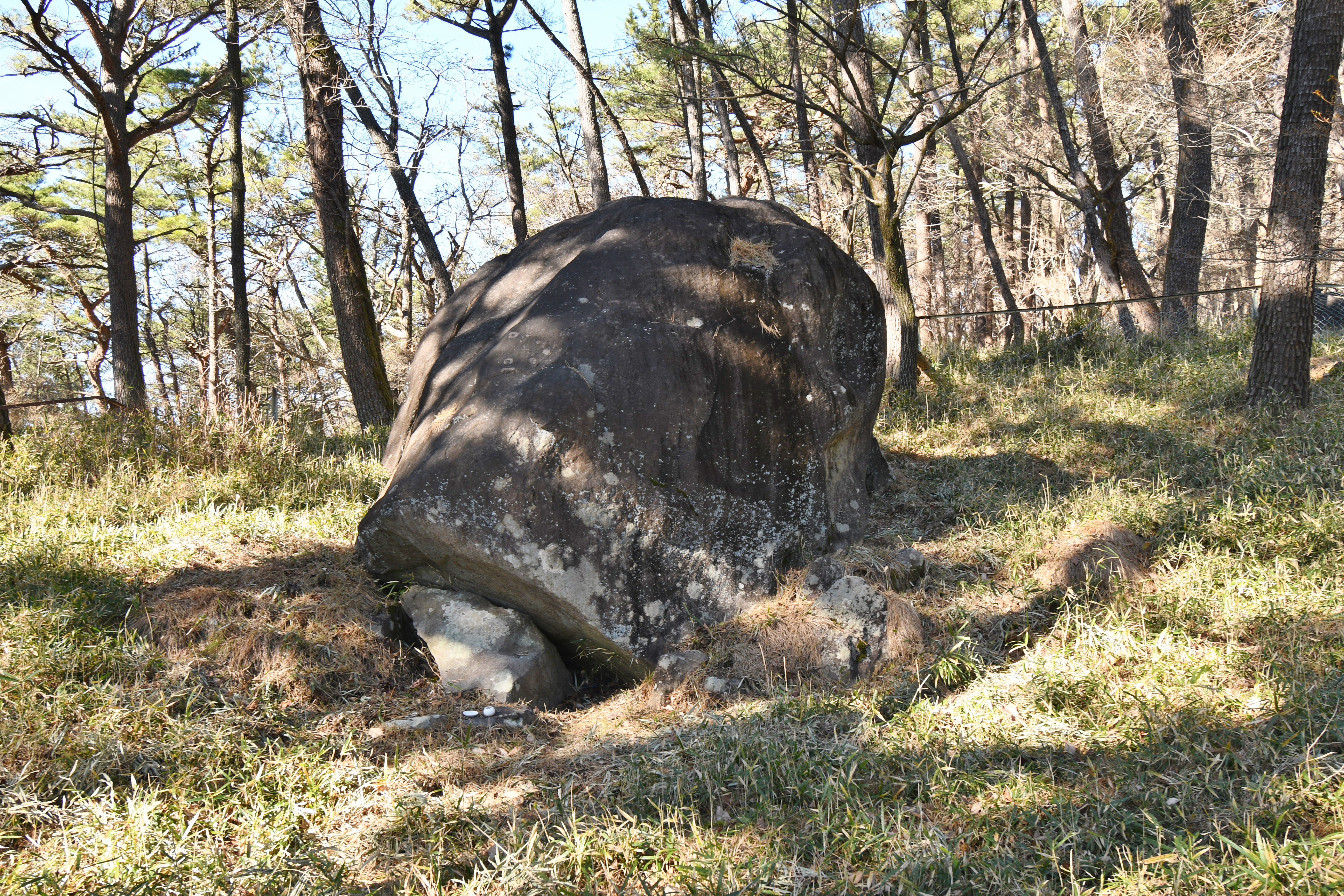
櫃石 （群馬県前橋市）
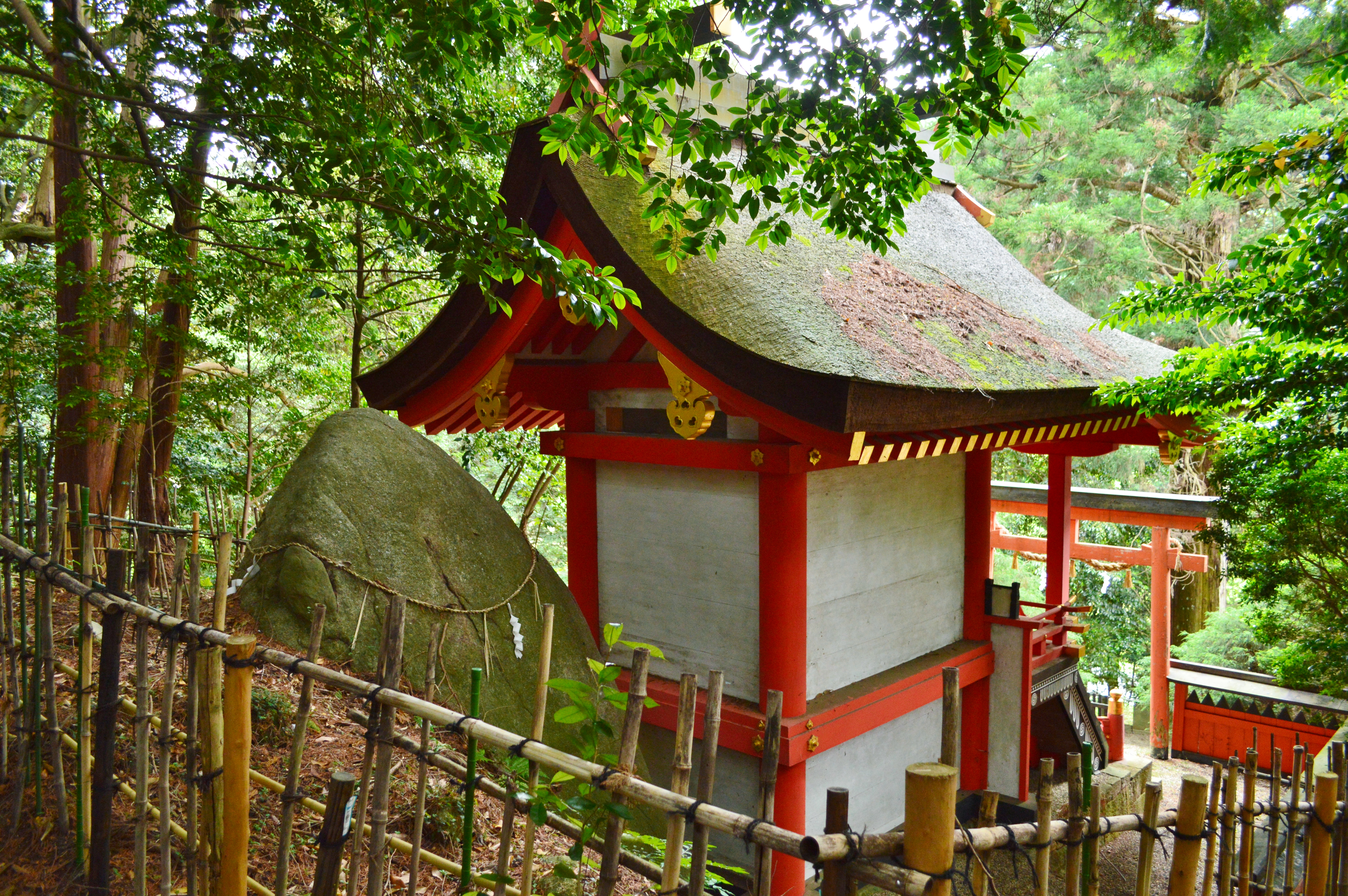
夜支布山口神社境内立磐神社 （奈良県奈良市）
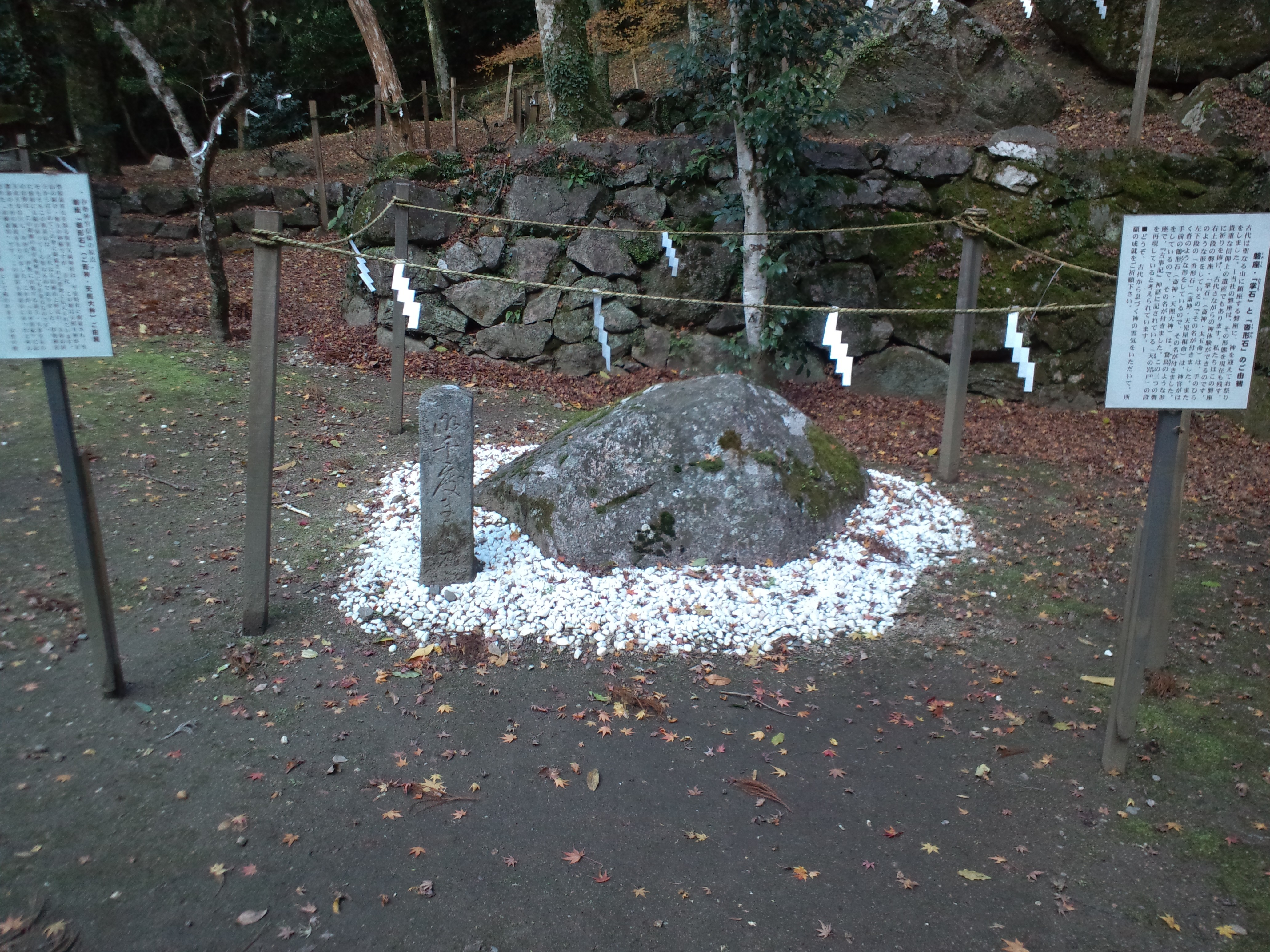
與喜天満神社 （奈良県桜井市）
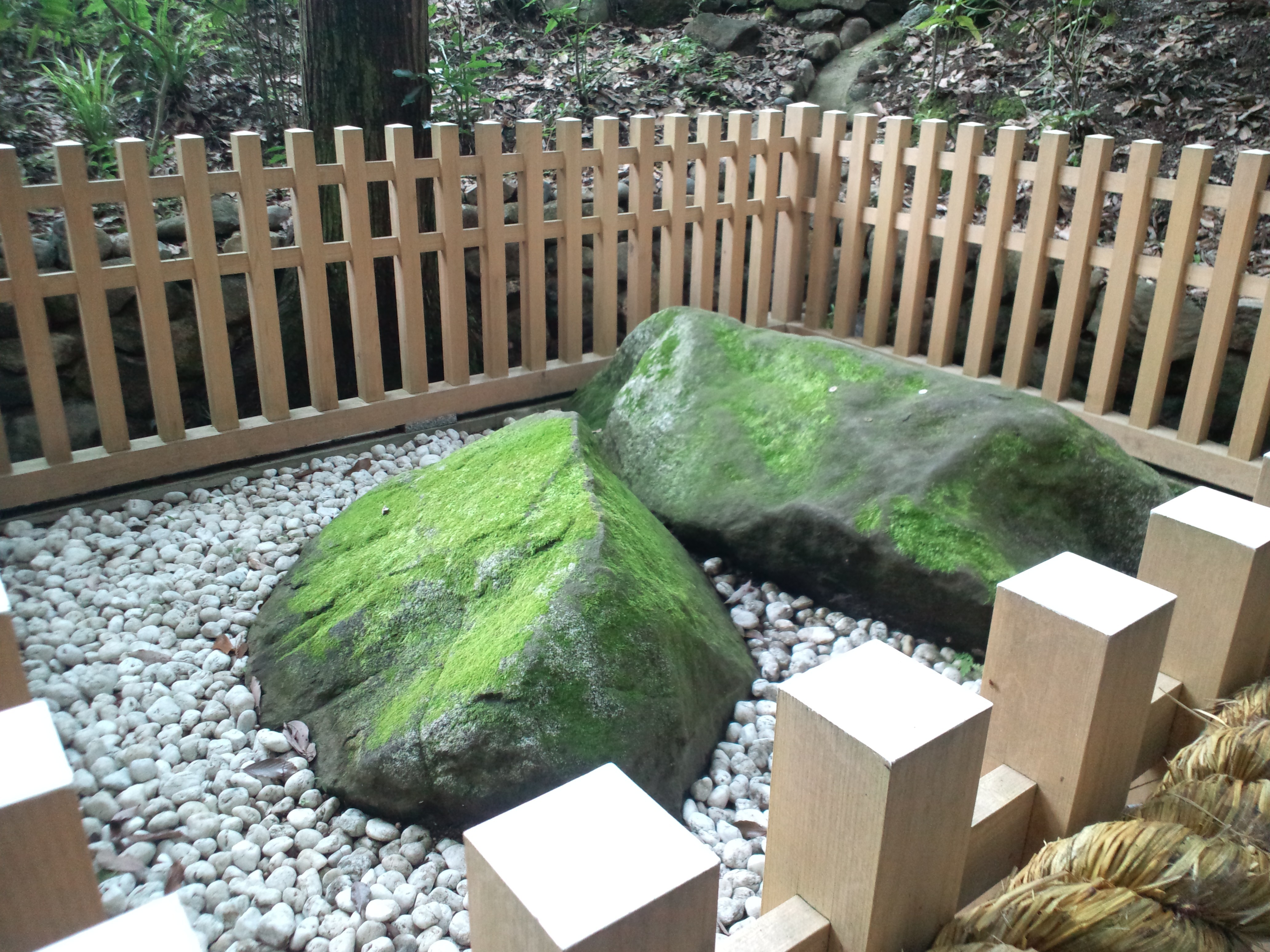
大神神社磐座神社 （奈良県桜井市）
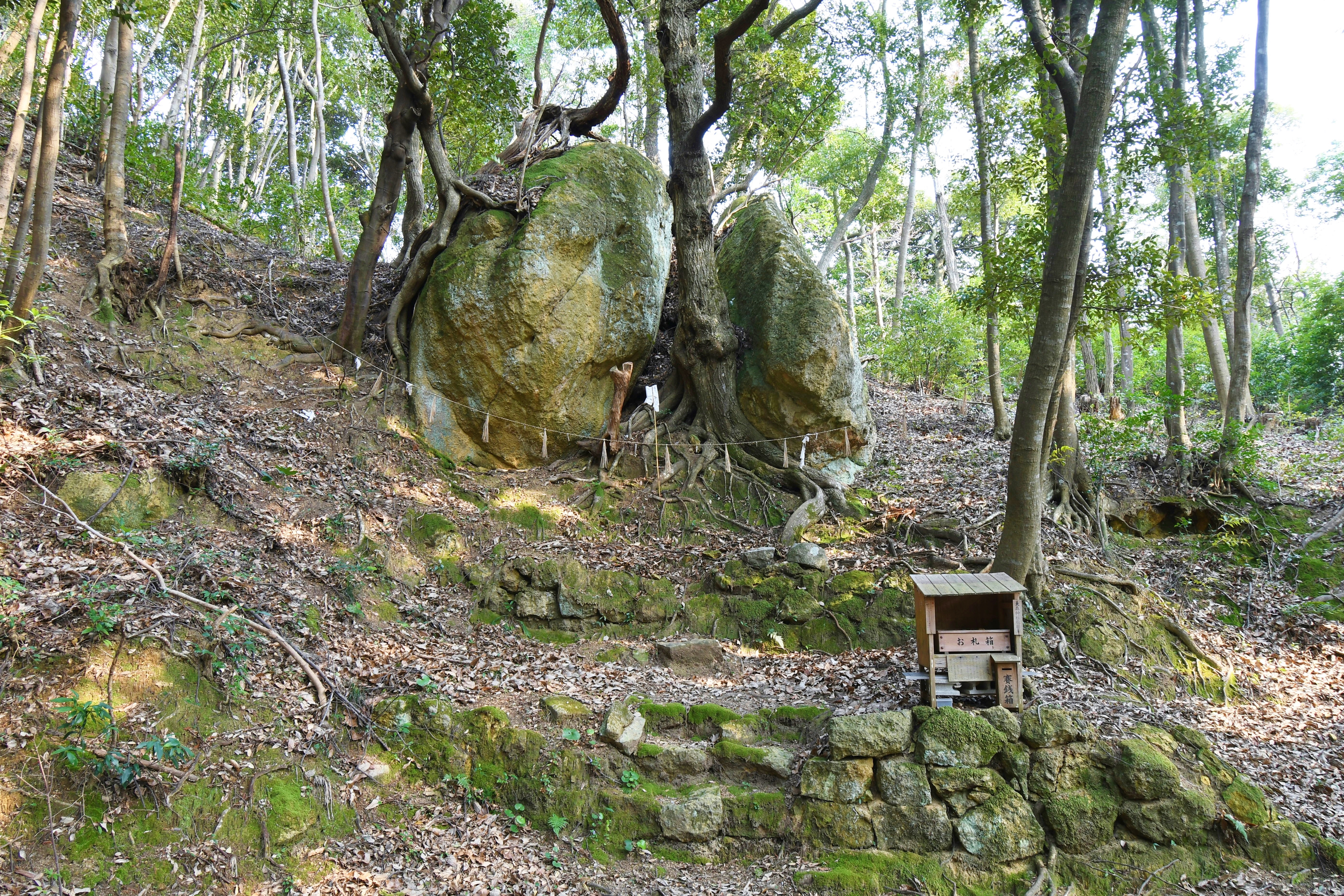
女夫岩遺跡 （島根県松江市）
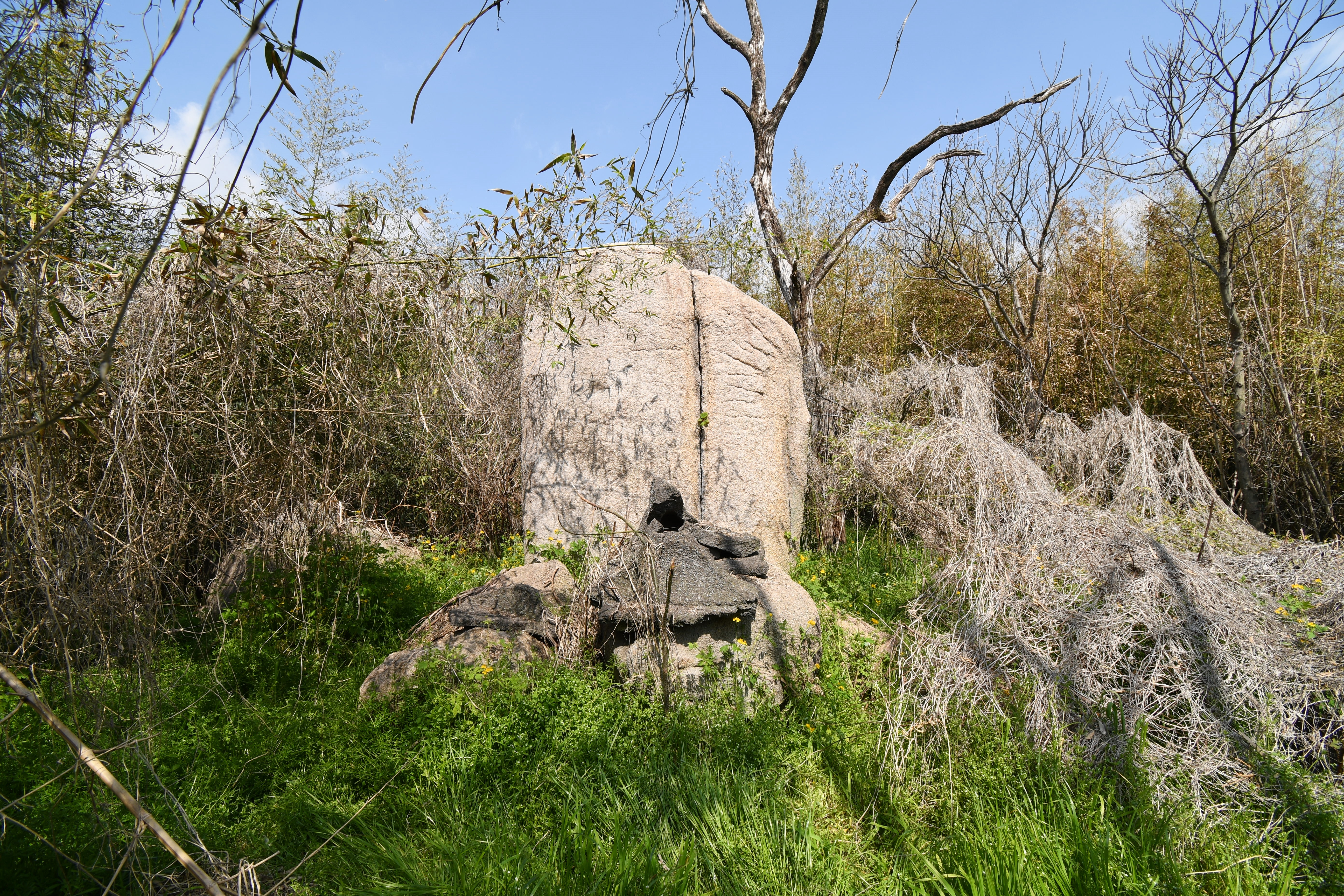
備前高島遺跡 （岡山県岡山市）